# Probezzia weemsi
Probezzia weemsi är en tvåvingeart som beskrevs av Wirth 1994. Probezzia weemsi ingår i släktet Probezzia och familjen svidknott.
Artens utbredningsområde är Florida. Inga underarter finns listade i Catalogue of Life.